# Приходько Галина Степанівна
Галина Степанівна Приходько (нар. 13 березня 1957, село Піски, тепер Баштанського району Миколаївської області) — українська радянська діячка, доярка колгоспу імені Шевченка Баштанського району Миколаївської області. Депутат Верховної Ради УРСР 11-го скликання.

## Біографія
Народилася в родині колгоспників. Освіта середня.
З 1973 року — доярка колгоспу імені Шевченка села Піски Баштанського району Миколаївської області. У 1984 році надоїла від кожної закріпленої корови по 3675 кілограмів молока. Ударник комуністичної праці.
Потім — на пенсії в селі Піски Баштанського району Миколаївської області.

## Нагороди
- орден Трудової Слави ІІІ ст.
- ордени
- медалі